# Azamat
Azamat (род. 6 января 1986, Олёхово, Калининградская область) — композитор и исполнитель из России. Вместе с авангардной подачей и импровизацией, в своем творчестве он сочетает различные источники звука — электронные и акустические инструменты, академический и альтернативный вокал….

## Биография

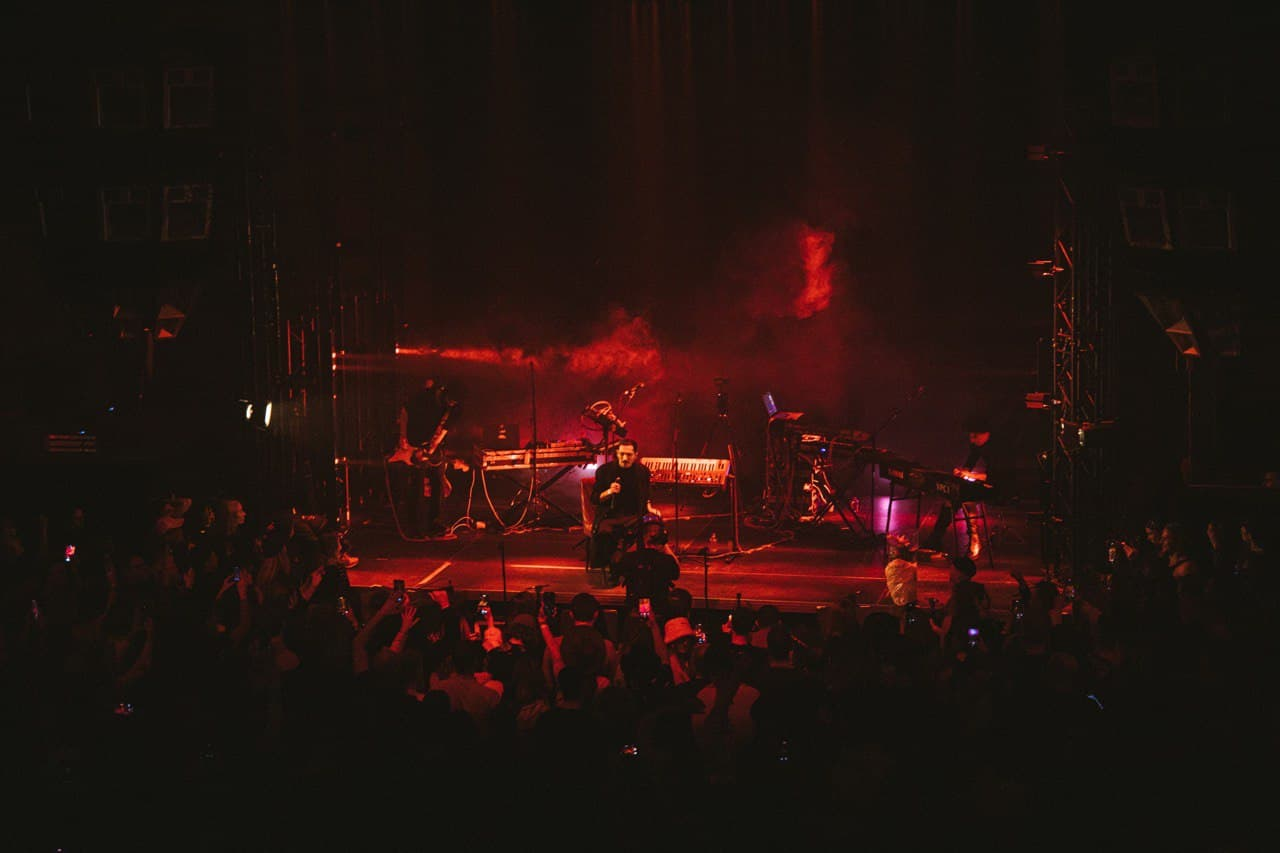
Во время концерта OPUS 2.0

Мурзаев интересовался музыкой с раннего детства. Первые уроки игры на фортепиано и гитаре он брал в музыкальной школе; в подростковом возрасте вместе со своими друзьями организовал панк-группу. В 16 лет увлекся клубной музыкой и начал карьеру диджея.
В 2010 году стал выпускником «Краснодарского института культуры и искусств».
К 2011 году Мурзаев уже был известен в российской клубной среде под сценическим именем Agraba. В 2012 вышел первый альбом «Poseido». В этом же году артист был приглашен в Берлин немецким лейблом «BY awake» для работы над новым материалом и гастролям по Европе. Этот период стал моментом трансформации для Мурзаева. Он заново увидел свои юношеские устремления к живым концертам и начал работать в данном направлении. Результатом стал альбом «Not Only Silence Between Us». Пластинка обрела успех у любителей электронной музыки. Стали поступать приглашения на live выступления. С 2014 по 2015 состоялось более 10 выступлений.
В 2015 году Мурзаев стал музыкантом года в российской электронной музыке по версии «Alfa Future Awards».
Летом 2015 года играл live на Sonar Off в Барселоне.
Артист французского букинг-агентства «Muzo Creative» с 2016 года.
2016 год ознаменовался серией концертов Azamat feat. Ensemble, при участии струнного квартета.
В 2016 и 2017 гг. выступал с диджей сетом на международном фестивале «Burning Man» в штате Невада, США.
В 2018 году состоялись релиз и концертная презентация альбома «OPUS 1». Эту работу характеризует смелое соединение традиционных форм классической и тембральных возможностей электронной музыки. Композиции пронизаны звуком аналоговых инструментов в сочетании с глоссолалиями Ри Виноградовой, хоровым и оперным пением.
Трек «Philomela» стал частью саундтрека фильма «Очень женские истории».
В 2019 вышла концертная программа «OPUS 1.2», которая отличалась от «OPUS 1» присутствием струнного квартета.
В апреле 2021 году состоялся релиз EP «Part of Me», при участии вокалистки Ри Виноградовой и автора текстов Александра Крапеницкого. Этот труд стал мостом между «OPUS 1» и «OPUS 2.0». Кроме того, эта работа стала частью социального проекта «Big Change», призванного помочь юным выпускникам детских домов реализовать их творческий потенциал.
28 сентября 2021 вышел альбом «OPUS 2.0». Через два дня прошла концертная презентация альбома в формате аудиовизуального перформанса в коллаборации с современными мастерами визуализации «С Е Т А П» в московском арт-пространстве «Mutabor».
«OPUS 2.0» сочетает в себе элементы электронной музыки, Indie рока, и трип-хопа. В альбоме присутствуют: вокал Азамата; живые бас и гитара; эмоционально насыщенная лирика, написанная совместно с музыкантом Александром Krapenitskiy. Своего рода изюминкой альбома стала композиция «То, что я», исполненная на русском языке «детским хором телевидения и радио Санкт-Петербурга» под управлением дирижёра Игоря Грибкова.

## Дискография
Solo albums
- Not Only Silence Between Us (2015)
- OPUS 1 (2018, Gazgoder Club Label)
- OPUS 2.0 (2021, Noise & Silence)

EPs
- Azamat vs Buika — Mamita (Live Reshape) (2016)
- Part of me (2021, Noise & Silence)

Remixes
- Dikanda — Ederlezi (AZAMAT edit) (2014)
- Neotropic — Your War (Azamat’s Trilogy Remix) (2018, Slowcraft Records)

## Концерты
- Azamat feat. Ensemble (2016, Новая сцена Александринского театра, Санкт-Петербург)
- OPUS 1 (2018, Club Gazgolder, Москва)
- OPUS 1.2 (2019, Гоголь-центр, Москва)
- OPUS 1.2 (2019, Новая Третьяковская галерея, фестиваль «Sound Up», Москва)
- OPUS 1.2 (2019, СтереоПикник, Краснодар)
- OPUS 2.0 (2021, Mutabor, Москва)